# Comté de Richland (Dakota du Nord)
Pour les articles homonymes, voir Comté de Richland.
Le comté de Richland est un comté des États-Unis situé dans l’État du Dakota du Nord. En 2010, la population était de 16 321 habitants. Son siège est Wahpeton.

## Comtés adjacents
- Comté de Cass (nord)
- Comté de Wilkin, Minnesota (est)
- Comté de Traverse, Minnesota (sud-ouest)
- Comté de Roberts, Dakota du Sud (sud)
- Comté de Sargent (ouest)
- Comté de Ransom (ouest)

## Principales villes
- Abercrombie
- Barney
- Christine
- Colfax
- Dwight
- Fairmount
- Great Bend
- Hankinson
- Lidgerwood
- Mantador
- Mooreton
- Wahpeton
- Walcott
- Wyndmere

## Démographie
| 1880  | 1890   | 1900   | 1910   | 1920   | 1930   |
| ----- | ------ | ------ | ------ | ------ | ------ |
| 3 597 | 10 751 | 17 387 | 19 659 | 20 887 | 21 008 |

| 1940   | 1950   | 1960   | 1970   | 1980   | 1990   |
| ------ | ------ | ------ | ------ | ------ | ------ |
| 20 519 | 19 865 | 18 824 | 18 089 | 19 207 | 18 148 |

| 2000   | 2010   | - | - | - | - |
| ------ | ------ | - | - | - | - |
| 17 998 | 16 321 | - | - | - | - |